# Feucherolles
 Feucherolles  es una población y comuna francesa, en la región de Isla de Francia, departamento de Yvelines, en el distrito de Saint-Germain-en-Laye y cantón de Saint-Nom-la-Bretèche.

## Demografía
| 1288 | 1047 | 2052 | 2178 | 2699 | 2806 |
| Para los censos de 1962 a 1999 la población legal corresponde a la población sin duplicidades (Fuente: INSEE [Consultar]) |      |      |      |      |      |